# Adozione (teologia)
Adozione è un termine relativamente infrequente nella Bibbia, ma è importante in quanto descrive il modo in cui Israele ed i cristiani possano essere "figli" di Dio, sebbene non lo siano in modo unico e per natura com'è il caso di Cristo.

## Il concetto di adozione nella Bibbia

### Antico Testamento
Il termine "adozione" non compare nell'Antico Testamento. La legge israelita non contempla nulla al riguardo dell'adozione, e gli esempi menzionati si riferiscono a casi esterni a questa nazione Eliezer, Genesi 15,1-4; Mosè, Esodo 2,10; Genubath, 1 Re 11,20; Ester, Ester 2,7-15).
In Israele la soluzione più comune all'infertilità era la poligamia e il levirato. L'adozione, però, non è sconosciuta nella loro letteratura (cfr. Proverbi 17,2; 19,10; 29,21, che possono riferirsi all'adozione di schiavi), e può essere stata il mezzo per cui i bambini nati dal padrone e da una schiava, diventavano titolari dell'eredità (Genesi 16:1-4; 21:1-10; 30:1-13).
Al di fuori di Israele l'adozione era abbastanza comune da essere regolata dalla legislazione babilonese (ad es. il Codice di Hammurabi sez. 185-86), Nuzi, e Ugarit. Non infrequentemente si riferiscono all'adozione di uno schiavo come erede.
Per Israele come popolo, vi era la consapevolezza di essere stati scelti da Dio come "figli" (Osea 11,1; Isaia 1,2; Geremia 3,19). Dato che Israele non aveva alcuna mitologia sull'essere discesi dagli dei, come molti popoli loro circostanti, l'adozione era la categoria migliore che si potesse adottare, come Paolo indica in Romani 9,4 "gli Israeliti, ai quali appartengono l'adozione, la gloria, i patti, la legislazione, il servizio sacro e le promesse".
Allo stesso modo i re che erano succeduti a Davide erano "figli" di Dio (2 Samuele 7,14; 1 Cronache 28,6; Salmo 89,19).
Il Salmo 2,7 dice: "Io annunzierò il decreto: Il Signore mi ha detto: 'Tu sei mio figlio, oggi io t'ho generato". Questa probabilmente era la formula di incoronazione usata nelle cerimonie d'insediamento di un nuovo re.
La storia di Mefiboset narra di un uomo che, pur non essendo parte della famiglia davidica, fu incluso nell'eredità reale (2 Samuele 9:7-13).
Queste idee insieme sono la base per l'uso posteriore dell'immagine dell'adozione nel Nuovo Testamento.

### Nuovo Testamento
Nel Nuovo Testamento il termine "adozione" (υἱοθεσία, uiothesia) è strettamente idea paolina, che ricorre solo in: Galati 4,5, Romani 8,15 e Efesini 1,15. Esiste anche un riferimento a Dio che adotta il "popolo d'Israele" in Romani 9,4. Mentre Giovanni e Pietro, per rappresentare la figliolanza cristiana, preferiscono l'idea di rigenerazione, Paolo sceglie, com'è a lui caratteristico, un'immagine legale (come nella giustificazione forse a causa dei contatti che aveva con il mondo romano.
Nella società greca e romana, l'adozione era, almeno nelle classi più elevate, una pratica relativamente comune. A differenza delle culture orientali, in cui solo gli schiavi erano talvolta adottati, questi popoli adottavano solo cittadini liberi. Almeno nella legge romana, però, i cittadini così adottati diventavano virtualmente schiavi virtuali, perché così erano sottoposti al pater familiae. L'adozione conferiva dei diritti, ma anche comportava una lista di doveri.
Paolo combina diverse di queste immagini nel suo pensiero. Sebbene Galati 4 inizi con l'immagine della legge che assoggetta gli eredi fino ad una data età (ad es. la maggiore età o la morte del padre), vi è un cambiamento nel versetto 4 all'immagine di adozione in cui qualcuno che davvero era schiavo (non un minore, come nei versetti 1-3) diventa figlio e quindi erede attraverso la redenzione. Paolo scrive: "Io dico: finché l'erede è minorenne, non differisce in nulla dal servo, benché sia padrone di tutto; ma è sotto tutori e amministratori fino al tempo prestabilito dal padre. Così anche noi, quando eravamo bambini, eravamo tenuti in schiavitù dagli elementi del mondo; ma quando giunse la pienezza del tempo, Dio mandò suo Figlio, nato da donna, nato sotto la legge, per riscattare quelli che erano sotto la legge, affinché noi ricevessimo l'adozione. E, perché siete figli, Dio ha mandato lo Spirito del Figlio suo nei nostri cuori, che grida: «Abbà, Padre». Così tu non sei più servo, ma figlio; e se sei figlio, sei anche erede per grazia di Dio" (Galati 4,1-7).
La ragione di questa adozione è data in Efesini 1,5 "avendoci predestinati nel suo amore a essere adottati per mezzo di Gesù Cristo come suoi figli, secondo il disegno benevolo della sua volontà", cioè l'amore di Dio. Non è alla natura o al merito che il cristiano è adottato (e quindi ricevere l'"eredità", Efesini 1:14,15), ma alla volontà di Dio che agisce attraverso Cristo. L'adozione è una concessione che Dio decide di dare per la Sua stessa generosità a gente che comunque non lo meriterebbe. È quindi frutto solo della grazia.
Come in Galati ed in Efesini, in Romani l'adozione è connessa allo Spirito Santo. "infatti tutti quelli che sono guidati dallo Spirito di Dio, sono figli di Dio. E voi non avete ricevuto uno spirito di servitù per ricadere nella paura, ma avete ricevuto lo Spirito di adozione, mediante il quale gridiamo: «Abbà! Padre!»" (Romani 8,14,15). È lo Spirito Santo che fa sì che noi ci rivolgiamo a Dio con l'appellativo di "papà", indicando con la Sua presenza la realtà della veniente eredità.
L'adozione, però, non è del tutto, per la vita del credente, un avvenimento passato. Certo, la dichiarazione legale è stata fatta, e lo Spirito è stato concesso come "caparra", ma il compimento dell'adozione rimane qualcosa del futuro, perché l'adozione include la redenzione del nostro corpo: "non solo essa, ma anche noi, che abbiamo le primizie dello Spirito, gemiamo dentro di noi, aspettando l'adozione, la redenzione del nostro corpo". L'adozione, così è sia una realtà presente che futura.
L'adozione, quindi, è una liberazione dal passato (simile alla rigenerazione e alla giustificazione, uno statuto e un modo di vivere nel presente ("camminare nello spirito", santificazione, e speranza per il futuro (salvezza, risurrezione). Essa descrive il processo del diventare figlio di Dio (cfr. Giovanni 1,12; 1 Giovanni 3,1-2), e ricevere un'eredità da Dio (cfr. Colossesi 3,24).
La soggezione al mancipium, vale a dire al potere del pater familias, nulla ha in comune con la schiavitù, che è diniego di soggettività giuridica e riduzione alla condizione di mero oggetto di possesso o di diritto reale. Anche il figlio maschio primogenito nasceva soggetto al mancipium del pater familias, che poteva (facoltà di fatto non più esercitata in età più recenti) perfino rifiutarlo, e in tal modo condannarlo a morte, senza che per questo si possa dire che egli era virtualmente schiavo del padre.

## Nella Riforma
L'adozione è una caratteristica importante della teologia della Riforma, come dimostrato dall'articolo 12 della Confessione di fede di Westminster: